# Allium komarowii
Allium komarowii är en amaryllisväxtart som beskrevs av Vladimir Ippolitovich Lipsky. Allium komarowii ingår i släktet lökar, och familjen amaryllisväxter. Inga underarter finns listade i Catalogue of Life.